# Oscar Nilsson (inredningsarkitekt)

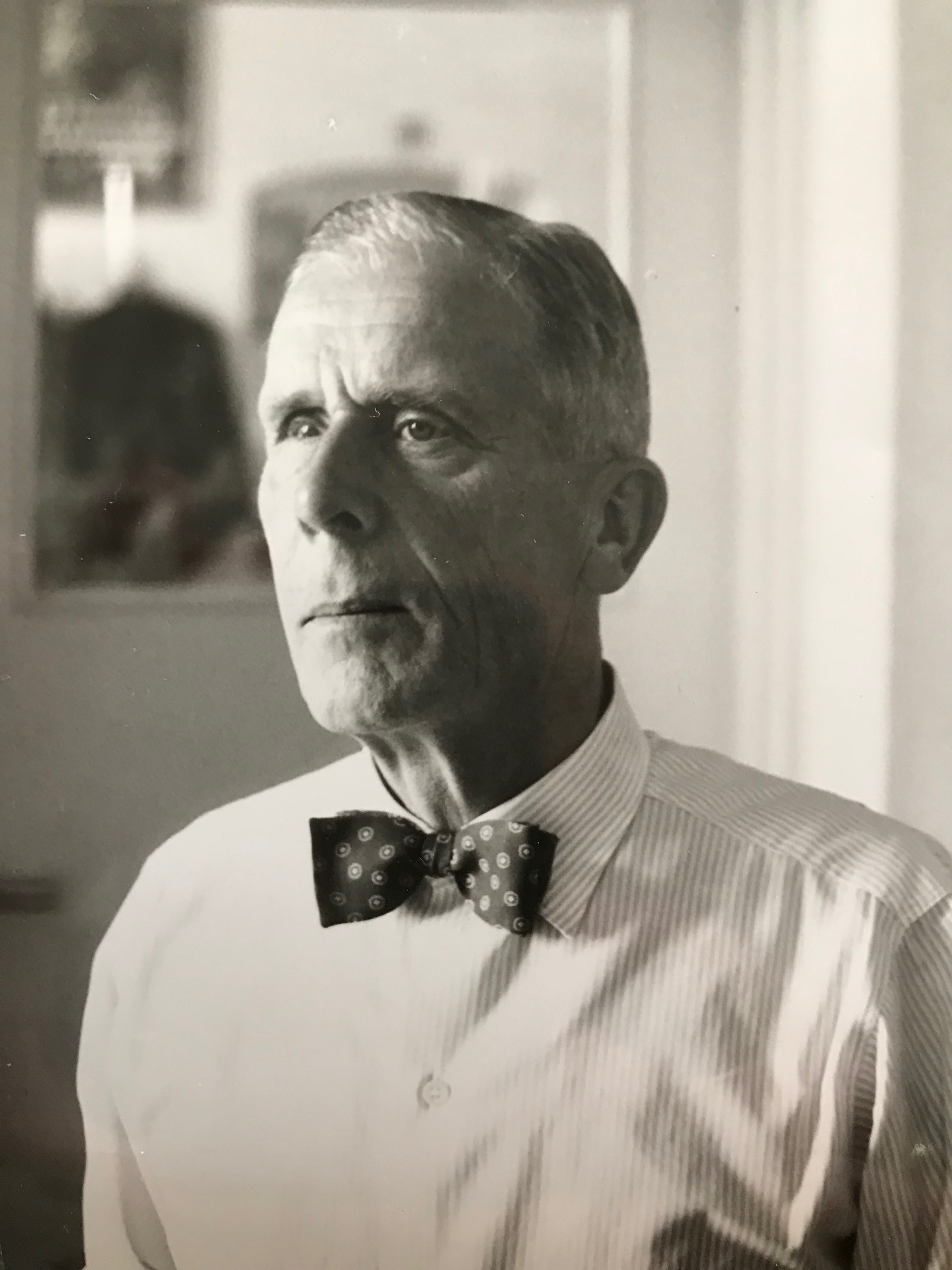
Oscar Nilsson, ca 1969–1970.

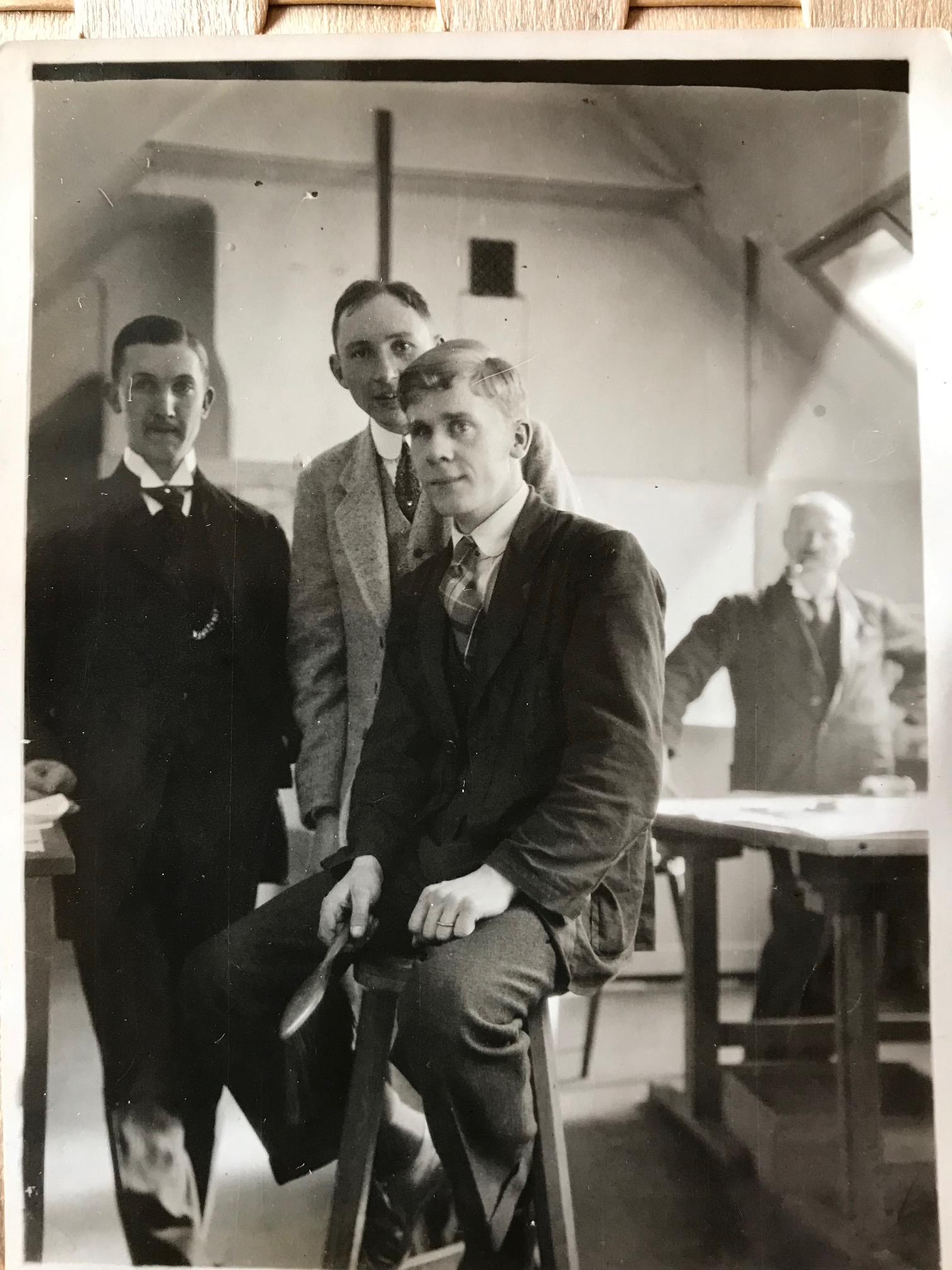
Oscar Nilsson (sittande i förgrunden) som elev vid Tekniska skolan 1915.

Oscar Valdemar Nilsson, född 13 juli 1895 i Norra Råda församling i Värmlands län, död 22 maj 1975 i Brännkyrka församling i Stockholm, var en svensk möbel- och inredningsarkitekt.
Oscar Nilsson var utbildad vid Tekniska skolan i Stockholm med examen 1916 från avdelningen Högre konstindustriella skolan.
Han ritade möbler åt Isidor Hörlin, Hjalmar Jackson, Jakob Wickman, Hjalmar Wikström och andra kvalificerade snickarmästare i Stockholm. Dessutom ritade han ett antal möbler åt Stockholms Hantverksförening, Nordiska Kompaniets verkstäder i Nyköping och Svenska Möbelfabrikerna i Bodafors.
Vid Konstindustriutställningen 1927 på Metropolitan Museum of Fine Art i New York deltog Oscar Nilsson med ett praktskåp i Swedish Grace, ritat av honom och tillverkat av Jacob Wickman.
Oscar Nilsson var en av Carl Bergstens närmaste medarbetare vid inredningen av M/S Kungsholm 1927–1928.
Han vann Stockholms Hantverksförenings pristävlan i inredning 1937 där han jämförs med Carl Malmsten och Carl-Axel Acking
Vid Världsutställningen i Paris 1937 deltog Stockholms Hantverksförening med utställningen "Nordisk möbelkonst". Där visades ett golvur komponerat av Nilsson och tillverkat av Hjalmar Jackson samt skåp och soffa, även de formgivna av Nilsson, men tillverkade av Jacob Wickman.
Han ritade även inredningar åt byggmästare Olle Engkvist, däribland inredning för Kvinnornas hus på Kungsklippan i Stockholm 1937–1938 och Elfvinggården i Alvik 1939–1940.
Under 1941 anställdes han som ansvarig inredningsarkitekt vid Statens Järnvägar. Vid sin anställning där ritade han bland annat inredning för SJ:s förstaklassvagnar. Från 1946 var han lönegradsplacerad som ingenjör vid Järnvägsstyrelsens bantekniska byrå.
Oscar Nilsson är representerad på Nordiska museet med ett skåp skänkt av Stockholms hantverksförening 1947.